# Kharābeh-ye Chūl Arkh
Kharābeh-ye Chūl Arkh (persiska: خَرابِۀ چِهِل اَرخ, خرابه چول ارخ, Kharābeh-ye Chehel Arkh) är en ort i Iran.   Den ligger i provinsen Kurdistan, i den nordvästra delen av landet, 300 km väster om huvudstaden Teheran. Kharābeh-ye Chūl Arkh ligger 1 511 meter över havet och antalet invånare är 170.
Terrängen runt Kharābeh-ye Chūl Arkh är platt åt nordost, men åt sydväst är den kuperad. Kharābeh-ye Chūl Arkh ligger nere i en dal. Runt Kharābeh-ye Chūl Arkh är det ganska glesbefolkat, med 23 invånare per kvadratkilometer. Närmaste större samhälle är Choghūr Qeshlāq, 10,2 km sydost om Kharābeh-ye Chūl Arkh. Trakten runt Kharābeh-ye Chūl Arkh består i huvudsak av gräsmarker.